# Haute École des avocats conseils
La Haute École des avocats conseils (HEDAC) est l'école d'avocats (EDA) de Versailles, regroupant l'Ouest parisien, anciennement centre régional de formation professionnelle des avocats (CRFPA) du ressort de la Cour d'appel de Versailles.
Ce dernier comprend les barreaux de Versailles, de Nanterre, de Pontoise et de Chartres,.
L'HEDAC est un centre de formation continue pour les avocats, un centre d'examen pour les juristes souhaitant intégrer la profession (article 98-1 du décret du 27 novembre 1991) et un centre d'examen pour les avocats étrangers souhaitant exercer en France (Articles 99, 100) .
En formation initiale, l'école forme environ quatre cents futurs avocats par promotion, sur une durée de dix-huit mois. Elle délivre le certificat d'aptitude à la profession d'avocat ou CAPA, titre qui autorise la demande d'inscription à un barreau. L'école rassemble les élèves avocats issus des instituts d'études judiciaires des universités de Nanterre (université Paris Ouest - Nanterre La Défense (Paris X), Versailles-Saint-Quentin (université de Versailles-Saint-Quentin-en-Yvelines (UVSQ), Sceaux (université Paris-Sud) et Cergy-Pontoise (université de Cergy-Pontoise).

## Examen d'entrée et formation initiale pour les élèves avocats
L'accès à l'école s'opère principalement au moyen d'un examen annuel organisé par la Commission Nationale de l'Examen d'Accès aux CRFPA selon un programme dispensé principalement dans les instituts d'études judiciaires. Les sujets d'examen sont élaborés au sein d'une commission nationale et l'examen se passe les mêmes jours dans tous les IEJ.
Pour exemple, en 2016, les taux de réussite se situaient à 32,5 % pour l'IEJ de Versailles-Saint-Quentin ou à 35,7 % pour celui de Nanterre-Paris X (le taux national moyen avoisine 32 %, soit de 19,35 % à 54,60 %, pour l'ensemble des IEJ).
À l'issue de l'examen d'entrée à l'HEDAC, les élèves suivent une formation initiale d'avocat découpée en trois phases :
- Cours théoriques, en alternance avec l'immersion en cabinets d'avocats ;
- Projet pédagogique individuel (PPI) : une expérience juridique ou judiciaire, hors cabinets d'avocats ou en cabinet d'avocat à l'étranger;
- Stage : une expérience pré-professionnelle en cabinet d'avocats.

La formation est sanctionnée par un contrôle continu, des épreuves anticipées et des épreuves finales. Elle débouche sur l'obtention du certificat d'aptitude à la profession d'avocat (CAPA), qui permet l'exercice de la profession, et autorise une demande d'inscription à l'un des barreaux situés en France.

## Formation continue pour les avocats
La formation continue est une obligation professionnelle pour tout avocat à hauteur de 20 heures par année civile ou 40 heures pour deux années civiles.
- Les jeunes avocats (les deux premières années d’exercice professionnel) doivent accomplir au moins dix heures de formation par an portant sur la déontologie.
- Les professionnels qui intègrent la profession par la voie de la passerelle (art 98-1 du décret du 27 novembre 1991) doivent, au cours des deux premières années d’exercice consacrer la totalité (40 heures) de leur action de formation à des enseignements portant sur la déontologie et le statut professionnel.
- Les avocats titulaires d’une ou deux mentions de spécialisation doivent consacrer 10 heures par an de leur formation continue par domaine de spécialisation.